# فانجيليس موراس
فانجيليس موراس (باليونانية:Βαγγέλης Μόρας) (مواليد 26 أغسطس 1981 في لاريسا - اليونان) لاعب كرة قدم يوناني يلعب حاليا لصالح نادي الدرجة الأولى بولونيا الإيطالي منذ 2007 في مركز قلب الدفاع كما يجيد اللعب في مركز الظهير الأيمن . .

## روابط خارجية
- فانجيليس موراس على موقع الاتحاد الدولي (مؤرشف)  (الإنجليزية)
- فانجيليس موراس على موقع الاتحاد الأوربي (الإنجليزية)
- فانجيليس موراس على موقع إي إس بي إن إف سي (الإنجليزية)
- فانجيليس موراس على موقع قاعدة بيانات كرة القدم.إي يو (الإنجليزية)
- فانجيليس موراس على موقع بيانات كرة القدم. دي إي (الألمانية)
- فانجيليس موراس على موقع ليكيب (الفرنسية)
- فانجيليس موراس على موقع ناشيونال فوتبول تيمز (الإنجليزية)
- فانجيليس موراس على موقع Soccerbase.com (لاعب) (الإنجليزية)
- فانجيليس موراس على موقع Soccerway.com (الإنجليزية)
- فانجيليس موراس على موقع عالم كرة القدم.نت (الإنجليزية)